# ХИВ позитивне особе
ХИВ позитивне особе су особе које живе са ХИВ-ом. Првобитно су то биле особе инфициране ХИВ-ом, али се сада тај термин примењује и на њихове партнере и блиске чланове породице.
Такође, према истраживањима Светске здравствене организације (СЗО), уочено је да су ментални поремећаји значајно учесталији код особа које живе са ХИВ-ом, као фактор узрока и као последица.
Индиректне последице инфекције ХИВ-ом су:
- Депресија и анксиозност, услед утицаја инфекције на живот;
- Зависност од алкохола и наркотика;

- Социјални проблеми, као последица стигме и дискриминације.

## Реаговања на дијагнозу
Приликом сазнања да је ХИВ позитивна, скоро свака особа доживи емоционални шок. Код већине особа то сазнање покреће и лична питања попут смрти и умирања, као и забринутост и узнемиреност у вези са стигмом, односа са блиским особама и децом, као и утицаја на каријеру и запошљавање. Емоционални шок је индивидуалан и разликује се од особе до особе. С једне стране, постоје појединци код којих се јавља самоубилачки нагон, док с друге стране постоје и појединци који код којих је изражен знатно блажи степен забринутости и узнемирености.
Велики део друштва нема довољне, прецизне и тачне информације те ХИВ тумаче као смртоносну болест са непознатим начинима преноса, што код њих изазива велики страх и осећај личне угрожености. Одговор на такав страх је социјална ексклузија, односно искључивање инфицираних особа из друштва у ком живе. ХИВ се обично приписује стигматизованим и маргинализованим групама у друштву као што су сексуалне раднице, зависници и хомосексуалци. Свакодневни живот особа које живе са ХИВ-ом испуњен тајнама, срамотом, кривицом и изолацијом.

## Стигма и дискриминација
Постоји неколико нивоа на којима особе које живе са ХИВ-ом могу искусити или наслутити дискриминацију - на друштвеном нивоу, на нивоу заједнице, на индивидуалном нивоу, на нивоу здравствене заштите, као и у оквииру породице и пријатеља. Такође, веома је учестала и унутрашња стигма, односно сопствени страх од осуде и дискриминације. Управо то у великој мери утиче на начин на који особе које живе са ХИВ-ом виде себе, излазе на крај са својим ХИВ статусом, остварују своја права на лечење и слично.

### Системска заштита
Одговор друштва на дискриминацију и стигматизацију особа које живе са ХИВ-ом подразумева одређену законску и правну заштиту, као и осмишљавање и примену одређених мера и интервенција с циљем промене неадекватних ставова и понашања. Неопходно је организовати дугорочне едукације и промовисање другачијих социјалних вредности. Посебно значајну улогу у спровођењу мера превенције, пре свега код млађе популације и осетљивих друштвених категорија, имају НВО кроз спровођење едукативних и информативних активности. Такође, веома важна улога НВО се огледа и у оснаживању група за психосоцијалну помоћ и група за самопоћ. 

### Статистика
Трећина особа које живе са ХИВ-ом је доживела дискриминацију, од чега се чак половина таквих случајева догодила у здравственом систему. Процењује се да једна од осам особа инфицираних ХИВ вирусом буде у потпуности ускраћена здравствене заштите, управо због стигме и дискриминације. 